# 霍普 (新澤西州)
霍普（英語：Hope）是位於美國新澤西州沃倫縣的普查規定居民點。

## 人口
根據2020年美國人口普查的數據，霍普的面積為1.91平方千米，當中陸地面積為1.88平方千米，而水域面積為0.03平方千米。當地共有人口256人，而人口密度為每平方千米134.03人。